# العلاقات اليابانية السلوفاكية
العلاقات اليابانية السلوفاكية هي العلاقات الثنائية التي تجمع بين اليابان وسلوفاكيا.

## مقارنة بين البلدين
هذه مقارنة عامة ومرجعية للدولتين:
| وجه المقارنة                                              | اليابان         | سلوفاكيا                                                       |
| --------------------------------------------------------- | --------------- | -------------------------------------------------------------- |
| المساحة (كم2)                                             | 377.97 ألف      | 49.03 ألف                                                      |
| عدد السكان (نسمة)                                         | 126.79 مليون    | 5.44 مليون                                                     |
| الكثافة السكانية (ن./كم²)                                 | 335.45          | 110.95                                                         |
| العاصمة                                                   | طوكيو           | براتيسلافا                                                     |
| اللغة الرسمية                                             | اللغة اليابانية | اللغة السلوفاكية                                               |
| العملة                                                    | ين ياباني       | كرونة سلوفاكية، يورو                                           |
| الناتج المحلي الإجمالي (بليون دولار)                      | 4.87 تريليون    | 95.77 مليار                                                    |
| الناتج المحلي الإجمالي (تعادل القوة الشرائية) بليون دولار | 5.18 تريليون    | 162.34 مليار                                                   |
| الناتج المحلي الإجمالي الاسمي للفرد دولار أمريكي          | 34.52 ألف       | 16.09 ألف                                                      |
| الناتج المحلي الإجمالي للفرد دولار أمريكي                 | 36.62 ألف       | 30.46 ألف                                                      |
| مؤشر التنمية البشرية                                      | 0.903           | 0.844                                                          |
| رمز المكالمات الدولي                                      | +81             | +421                                                           |
| رمز الإنترنت                                              | .jp             | .sk                                                            |
| المنطقة الزمنية                                           | توقيت اليابان   | توقيت وسط أوروبا، ت ع م+01:00، ت ع م+02:00، أوروبا/براتيسلافا ‏ |

## منظمات دولية مشتركة
يشترك البلدان في عضوية مجموعة من المنظمات الدولية، منها:
| علم المنظمة | اسم المنظمة                               | تاريخ انضمام اليابان | تاريخ انضمام سلوفاكيا |
| ----------- | ----------------------------------------- | -------------------- | --------------------- |
|             | منظمة التعاون الاقتصادي والتنمية          | ?                    | ?                     |
|             | منظمة التجارة العالمية                    | ?                    | ?                     |
|             | الاتحاد البريدي العالمي                   | ?                    | ?                     |
|             | الوكالة الدولية للطاقة                    | ?                    | ?                     |
|             | مجموعة الموردين النوويين                  | ?                    | ?                     |
|             | يونسكو                                    | 2 يوليو 1951         | 9 فبراير 1993         |
|             | الفريق المعني برصد الأرض                  | ?                    | ?                     |
|             | مؤسسة التمويل الدولية                     | 20 يوليو 1956        | 1993                  |
|             | المركز الدولي لتسوية المنازعات الاستشارية | 16 سبتمبر 1967       | 26 يونيو 1994         |
|             | منظمة حظر الأسلحة الكيميائية              | ?                    | ?                     |
|             | مؤسسة التنمية الدولية                     | 27 ديسمبر 1960       | 1993                  |
|             | مجموعة أستراليا                           | 1985                 | 1994                  |
|             | وكالة ضمان الاستثمار متعدد الأطراف        | 12 أبريل 1988        | 1993                  |
|             | الاتحاد الدولي للاتصالات                  | 29 يناير 1879        | 23 فبراير 1993        |
|             | منظمة الشرطة الجنائية الدولية             | ?                    | ?                     |
|             | الأمم المتحدة                             | 18 ديسمبر 1956       | 19 يناير 1993         |
|             | البنك الدولي للإنشاء والتعمير             | 13 أغسطس 1952        | 1993                  |

## وصلات خارجية
- موقع وزارة الخارجية اليابانية
- موقع وزارة الخارجية السلوفاكية